# Theo Aaldering
Theo Aaldering (Wattenscheid, 10 maggio 1920 – Essen, 22 marzo 1979) è stato un sollevatore tedesco medagliato europeo, che gareggiò nella categoria dei pesi massimi.

## Carriera
Cresciuto a Wattenscheid, iniziò a fare sollevamento pesi da adolescente. Nel 1938 divenne campione tedesco giovanile dei pesi massimi e ben presto si fece notare: nel 1941 raggiunse già 387,5 kg nel triathlon olimpico e nel 1942 vinse il primo di tredici titoli nazionali tedeschi. La sua carriera fu interrotta dalla guerra e, nell'immediato dopoguerra, per poter mantenere la famiglia, si recò per diversi anni a Fellbach nel 1949.
Nel 1952 tornò a Essen e eguagliò il record tedesco di Josef Manger nel triathlon olimpico con 437,5 kg. Quell'anno, poco prima dei Giochi Olimpici di Helsinki del 1952, gareggiò ad Essen contro la plurimedaglia d'oro olimpica e mondiale, lo statunitense John Davis, concludendo in parità con 432,5 kg sollevati. Il 1952 fu anche l'anno della più grande delusione sportiva nella sua carriera. Poco prima della partenza per Helsinki, si scoprì che Aaldering, figlio di padre olandese e madre tedesca, aveva solo la nazionalità olandese e non quella tedesca; non poté quindi partecipare ai Giochi olimpici.
Ormai naturalizzato, vinse due medaglie d'argento nella categoria dei pesi massimi ai campionati europei di Stoccolma nel 1953 (quinto posto nel campionato mondiale) e di Monaco di Baviera nel 1955 (quarto posto nel campionato mondiale). Per i suoi successi sportivi, il 13 novembre 1955 venne insignito del Lauro d'argento, la massima onorificenza sportiva tedesca.
A livello nazionale, Aaldering fu per nove volte campione tedesco dei pesi massimi (nel 1942, 1943, 1948, 1949, 1954, 1955, 1956, 1957 e 1960), classificandosi secondo nel 1950, 1951 e 1953 dietro Heinz Schattner e nel 1958 dietro Fritz Hupfer.
Scomparve all'età di 58 anni nel marzo del 1979.